# BK Pardubice
El BK JIP Pardubice es un equipo de baloncesto checo que compite en la Národní Basketbalová Liga, la primera división del país. Tiene su sede en Pardubice. Disputa sus partidos en el ČEZ Arena, con capacidad para 10.300 espectadores y en la Hala Dukla, con capacidad para 800 espectadores

## Nombres
- Ostrakolor BHC SKP (1997-2003)
- BK Synthesia (2003-2010)
- BK JIP (2010-)

## Temporada a temporada
| Temporada | Nivel | Liga | Pos.              | Copa Checa       | Competiciones europeas | Competiciones europeas | Competiciones europeas |
| --------- | ----- | ---- | ----------------- | ---------------- | ---------------------- | ---------------------- | ---------------------- |
| 2008–09   | 1     | NBL  | 9º                |                  |                        |                        |                        |
| 2009–10   | 1     | NBL  | 4º                |                  |                        |                        |                        |
| 2010–11   | 1     | NBL  | 3º                | Cuartos de final |                        |                        |                        |
| 2011–12   | 1     | NBL  | 4º                | Cuartos de final | 3 EuroChallenge        | T16                    | 5–7                    |
| 2012–13   | 1     | NBL  | 5º                | Finalista        |                        |                        |                        |
| 2013–14   | 1     | NBL  | 3º                | Third place      |                        |                        |                        |
| 2014–15   | 1     | NBL  | 5º                | 4º puesto        |                        |                        |                        |
| 2015–16   | 1     | NBL  | 3º                | Campeón          |                        |                        |                        |
| 2016–17   | 1     | NBL  | 3º                | 4º puesto        | 4 FIBA Europe Cup      | R2                     | 6–6                    |
| 2017–18   | 1     | NBL  | 3º                | Third place      | 4 FIBA Europe Cup      | QR2                    | 2–2                    |
| 2018–19   | 1     | NBL  |                   |                  | 3 Champions League     | QR3                    | 0–2                    |
| 2018–19   | 1     | NBL  | 4 FIBA Europe Cup | RS               | 0–6                    |                        |                        |

## Palmarés
- Campeón Copa checa (1994, 2016)
- Semifinales Liga checa (2008),(2010),(2011),(2013)
- Campeón de la Alpe Adria Cup (2020)